# علي حسن سلامة
علي حسن سلامة (1 أبريل 1941 - 22 يناير 1979) واسمهُ الحركي أبو حسن، هو مناضلٌ فلسطيني وقياديٌ في منظمة التحرير الفلسطينية وحركة التحرير الوطني الفلسطيني (فتح) ومنظمة أيلول الأسود. لُقب بالأمير الأحمر، وقاد العمليات الخاصة ضد المخابرات الإسرائيلية، إلى أن اُغتيل على يدها في أحد شوارع بيروت.

## النشأة والتعليم
وُلد علي حسن سلامة عام 1941 في قرية قولة قضاء اللد لعائلةٍ ثرية، ووالده هو حسن سلامة أحد قادة جيش الجهاد المقدس في حرب 1948. بعد تدمير قرية قولة في حرب 1948، التجأت العائلة بدايةً إلى لبنان، حيثُ سكنت في مخيم شاتيلا، ثم إلى منطقة الأشرفية، حيثُ مكثت العائلة هناك عدة سنوات، وانتقلت بعدها إلى رام الله في فلسطين، وهناك أكمل علي حسن سلامة دراسة الثانوية العامة، ثم انتقل إلى القاهرة وألمانيا، حيث درس التجارة وتخرج بدرجة البكالوريوس من كلية التجارة في جامعة القاهرة عام 1963.

## نضاله
يُعتقد أنه تلقى تدريبه العسكري في القاهرة وموسكو. كانت له شعبيةٌ واسعةٌ بين الشباب الفلسطينيين، وكان مُحاطًا بالنساء ويمتلك عددًا من السيارات الرياضية، ونتيجةً لحياة الثراء التي عاشها لقب بالأمير الأحمر. حيثُ يُشير مصطلح «الأمير» إلى الثراء وظروف معيشته، أما «الأحمر» فيشير إلى نضاله في صفوف حركة فتح ومنظمة التحرير الفلسطينية.
حاول الموساد اغتياله عام 1973، ولكنه فشل في ذلك، وكانت ضحيةُ هذا الفشل نادلٌ مغربي اسمه أحمد بوشيخي، وأصبحت هذه القضية تعرف باسم قضية ليلهامر في النرويج، حيثُ أدت إلى اعتقال عددٍ من عملاء الموساد الإسرائيلي. استطاعت إسرائيل اغتيال علي حسن سلامة بعد بحثٍ طويلٍ فيما يعرف باسم عملية غضب الله.
تولى علي حسن سلامة منصب مدير دائرة التنظيم الشعبي التابعة لمنظمة التحرير الفلسطينية في الكويت عام 1965، كما ترأس اتحاد طلبة فلسطين هناك. عمل في قيادة جهاز الرصد الثوري لحركة فتح (هو اسم فرع المخابرات التابع للحركة في الأردن) في يوليو 1968، وتولى قيادة العمليات الخاصة ضد المخابرات الإسرائيلية في العالم من لبنان عام 1970. كما يرتبط اسمه بالعديد من العمليات النوعية مثل إرسال الطرود الناسفة من أمستردام إلى العديد من عملاء الموساد في أوروبا، بالإضافة إلى عملية ميونخ 1972 التي قامت بها منظمة أيلول الأسود خلال الألعاب الأولمبية، حيث خطفت عددًا من الرياضيين إسرائيل وقتلت بعضًا منهم. أسس الجهاز العسكري المسمى القوة 17 لحماية الرئيس الفلسطيني ياسر عرفات (أبو عمار)، ولكن بعد وفاة أبو عمار دُمج هذا الجهاز مع الأجهزة الأخرى تحت مسمى حرس الرئيس.
تزوج مرتين، الأولى من الفلسطينية نشروان شريف منصور وأنجب منها ولديه حسن وأسامة، والثانية كانت جورجينا رزق التي تزوجها عام 1978، وهي لبنانية وكانت ملكة جمال الكون عام 1971، وقضى الزوجان شهر العسل في هاواي ثم أقاما في ديزني لاند في كاليفورنيا. عادا إلى بيروت عندما حملت جورجينا، وكانت في الشهر السادس عند اغتياله. درس ابنهما علي سلامة العلوم السياسية في كندا.
ووفقًا للعديد من المصادر، فإنَّ علي سلامة كان جهة اتصال سرية بين منظمة التحرير الفلسطينية ووكالة المخابرات المركزية (CIA) من عام 1970 حتى اغتياله، ولكن نفى المسؤولون الأمريكيون هذه العلاقة فيما بعد. ساعدت هذه العلاقة في حماية المواطنين الأمريكيين في بيروت، وكان دوره تسهيل الاتصالات بين الفلسطينيين والولايات المتحدة، على أمل الحصول على دعم أمريكي للفلسطينيين. كما أقام علاقاتٍ مع مختلف أجهزة المخابرات الغربية وذلك على الرغم من قيامه باغتيال عدد من ضباط المخابرات الإسرائيلية حول العالم، وكشف بعض عملاء الموساد في الوطن العربي وخصوصًا لبنان، حيث كان له الفضل في القبض على أمينة المفتي التي تجسست على الفصائل الفلسطينية في لبنان لصالح الموساد بعد أن قُتل زوجها على يد القوات السورية.
كان علي سلامة معروفًا بنشاطاته القتالية، لكن في الواقع لم يستطع أي شخص إثبات علاقته بأي من العمليات القتالية التي أعلن مسؤوليته عنها ولم يثبت أحد أنه هو قائد منظمة أيلول الأسود، لذلك يعتبر قانونيًا بريئًا من كل التُهم التي تسببت في اغتياله.

## الاغتيال
يُعتقد أن أحد عملاء الموساد، المعروفة باسم إريكا تشامبرس، وهي مواطنة بريطانية، كانت قد شاركت في اغتيال علي حسن سلامة. حيثُ سافرت إلى الشرق الأوسط مع جمعية خيرية تدعم اللاجئين الفلسطينيين ورتبت لقاءً مع علي حسن سلامة في بيروت، حيث كانت الحكومة اللبنانية تحمي علي حسن سلامة. لذلك استطاعت معرفة نمط حياة علي حسن سلامة اليومي.
في 22 يناير 1979، كان علي حسن سلامة متوجهًا في سيارتي شيفروليه ستيشن واغن من شقة جورجينا إلى والدته في حفلةٍ ليوم الميلاد. وكانت إريكا واقفًة على شرفتها، وبنفس الوقت كانت هناك سيارة فولكس فاجن حمراء متوقفةٍ في الأسفل في شارع فردان (شارع تجاري وسكني راقي في بيروت). عندما اجتازت سيارات علي حسن سلامة في الساعة 3:35 مساءً ودخلت إلى شارع مدام كوري، انفجر عن بُعد حوالي 100 كغم من المتفجرات التي كانت قد عُلقت على السيارة بواسطة أحد عملاء الموساد، وقد يكون إريكا أو عميلٌ آخر أخطره إريكا.
أدى التفجير إلى إصابة علي حسن سلامة بجروحٍ بالغةٍ وألمًا شديدًا، حيث دخلت قطعٌ من الشظايا الفولاذية في رأسه وفي جميع أنحاء جسده. نُقل بعدها إلى مستشفى الجامعة الأميركية في بيروت، حيث توفي على طاولة العمليات في الساعة 4:03 مساءً. كما قُتل حراسه الأربعة في الانفجار. وقتل أربعةٌ من المارة. بالإضافة إلى ذلك، أُصيب ما لا يقل عن 16 شخصًا في الانفجار. هرب ضباط الموساد الثلاثة بعد العملية مباشرةً، بالإضافة إلى حوالي 14 من عملاء الموساد الآخرين الذين يعتقد أنهم شاركوا في العملية.
دُفن علي حسن سلامة في مقبرة الشهداء ببيروت بعد مراسم الجنازة العامة التي حضرها ياسر عرفات وحوالي 20,000 فلسطيني في 24 يناير 1979.

## وصلات خارجية
- الأمير الأحمر - قاهر الموساد الإسرائيلي على يوتيوب
- الأمير الأحمر على موقع المركز الفلسطيني للإعلام.